# Carne picada

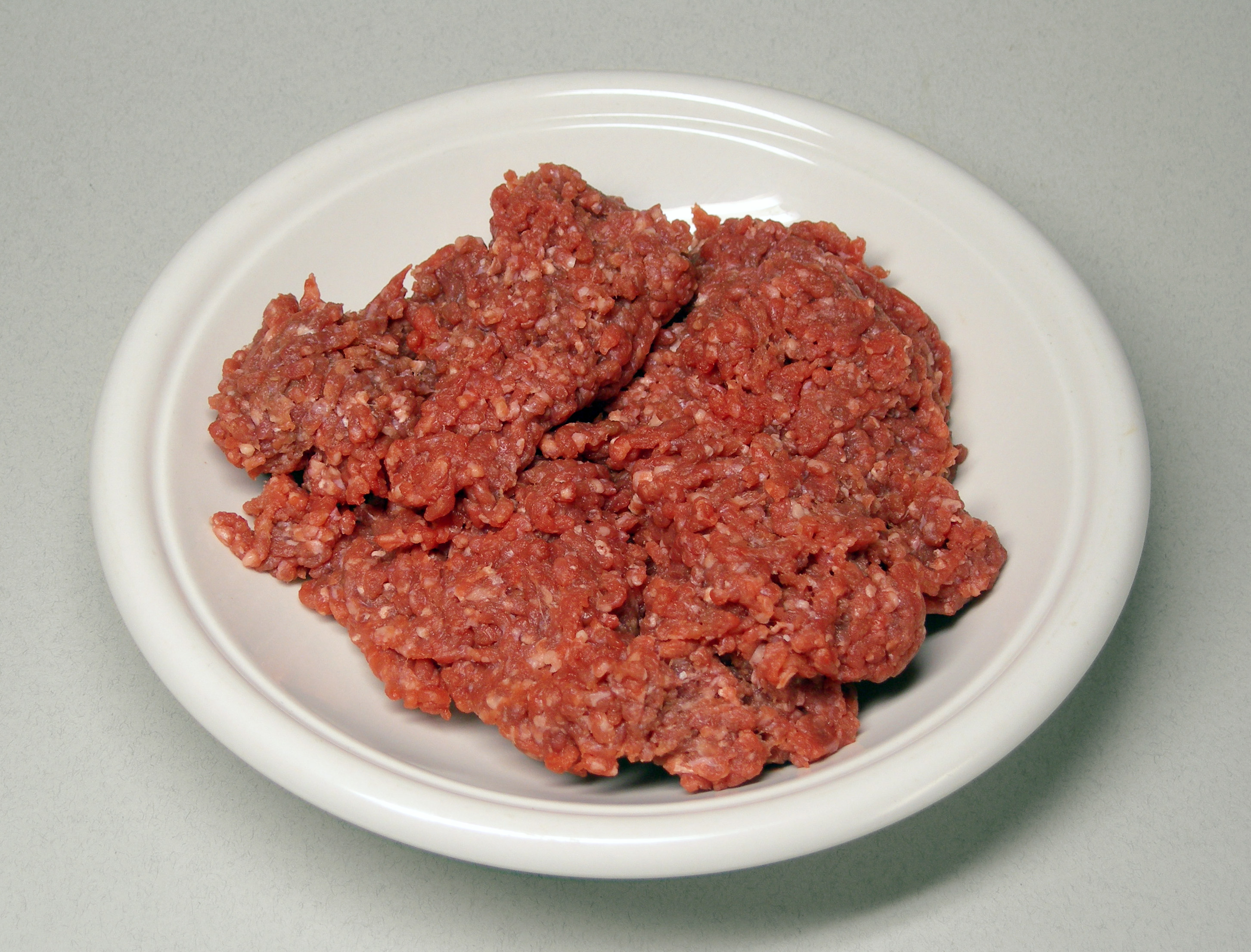
Porción de carne molida de vaca.

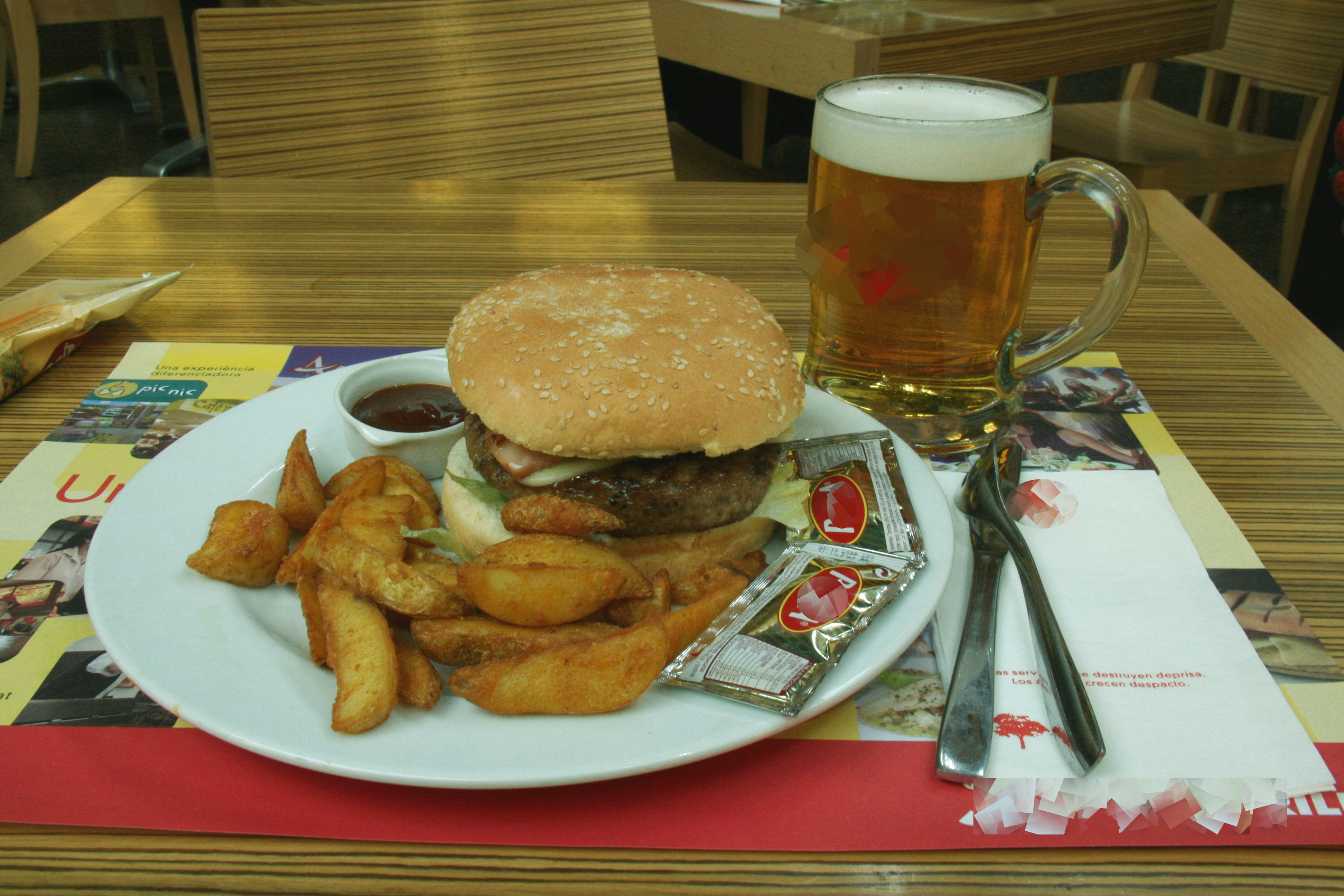
Una de las aplicaciones más habituales es en la elaboración de hamburguesas.

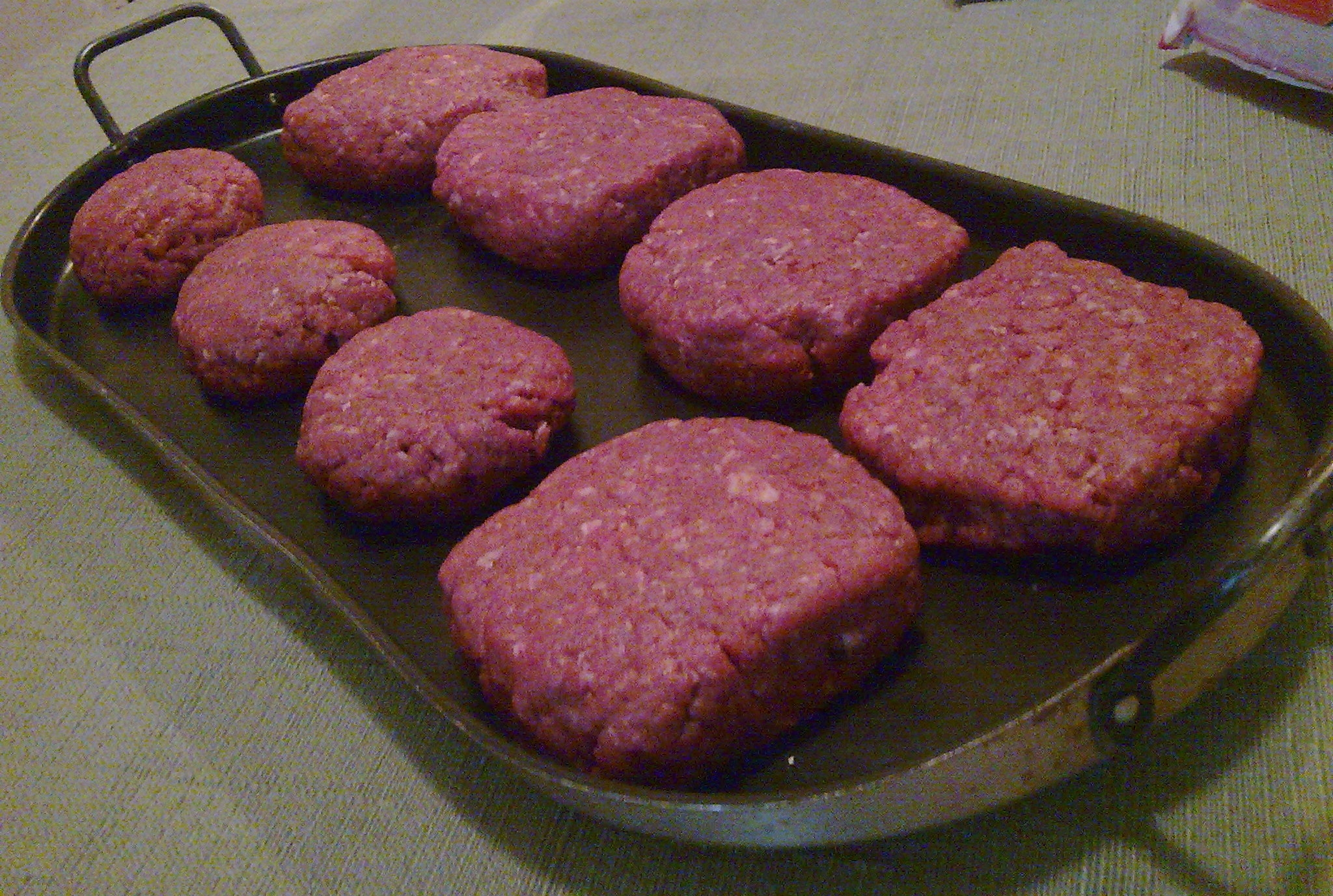
Hamburguesas antes de ser cocinadas.

La carne picada (en España, Argentina y Uruguay) o carne molida (en parte de Argentina, Chile, Venezuela y de América) es una preparación de la carne con objetivos culinarios, para la cual se desmenuzan y se cortan finamente los músculos, grasas y nervios mediante máquina de picar carne, cuchillo (tajadera), etc. Las carnes molidas pueden ser de cerdo, res, cordero o aves. Por regla general han tenido aceptación entre los consumidores ya que al ser carne finamente molida, posee una gran cantidad de superficie y ofrece un sabor más acentuado. 
Según el Reglamento 852/2004 de la Unión Europea, la carne molida es «la carne deshuesada que ha sido sometida a una operación de molido que contiene menos de 1% de sal».

## Empleo

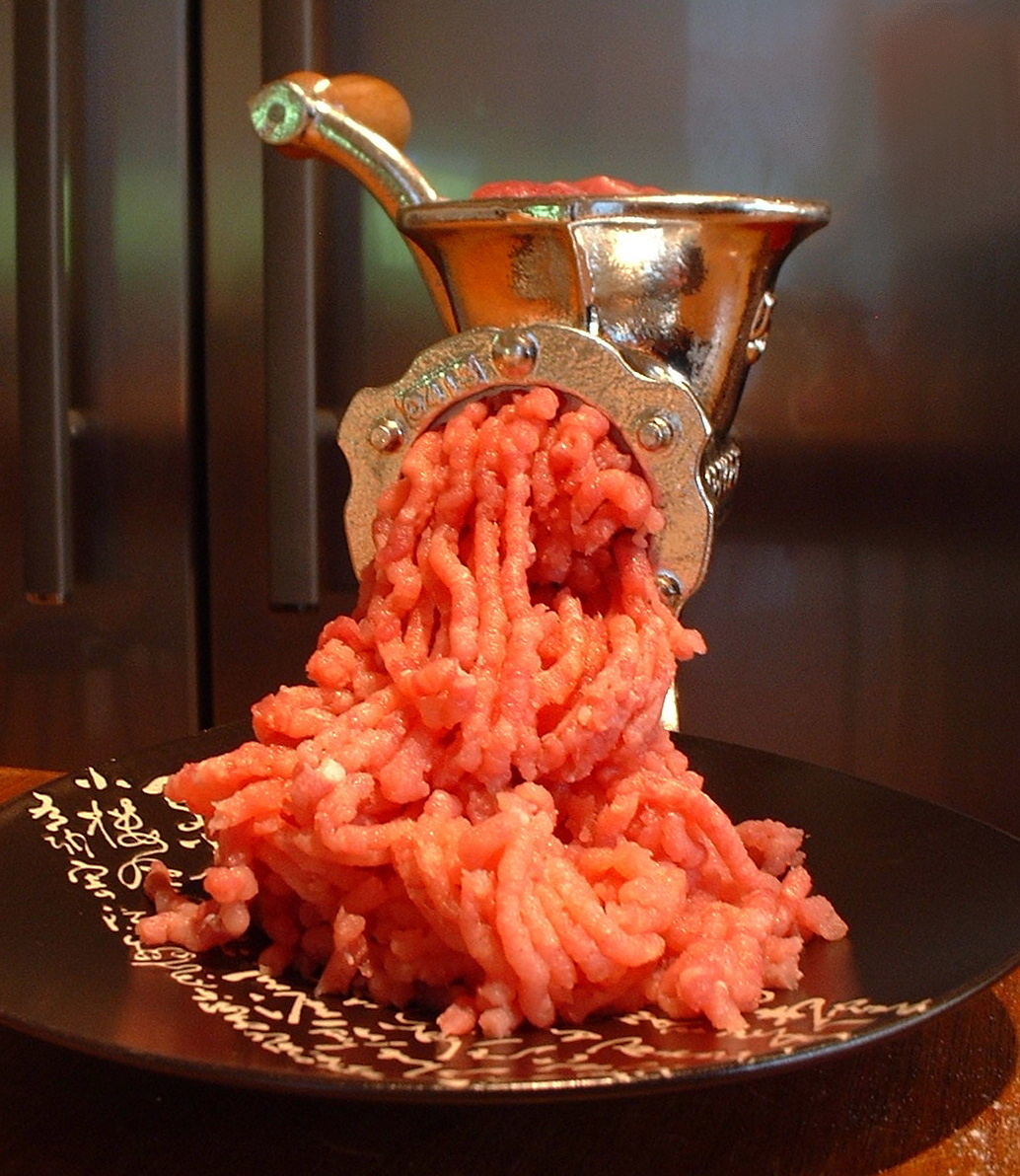
Picadora o molino de carne.

La carne molida es casi mundial, se suele emplear en diversas gastronomías a lo largo del mundo. No existe cocina o gastronomía que no incluya en alguno de sus platos una variante de carne picada. Suele prepararse con la máquina de moler carne. Se puede decir que es muy conocida como el ingrediente principal en las carnes de las hamburguesas y de las albóndigas (y en algunas cocinas como la suecas, en platos como el Köttbullar). La carne picada puede tener tres posibles destinos: la elaboración de embutidos, el proceso culinario normal y el envasado. En el caso de embutidos se tienen las populares salchichas, los chorizos, las morcillas, los salchichones, etc. En algunos casos la carne picada puede provenir de aves, y realizarse embutidos especiales como es el caso del chorizo de pavo.
En algunos casos se suele emplear como relleno de ciertas preparaciones: empanadas (como pueden ser las Börek y las empanadillas), la pasta (como los raviolis, los maultasche, los canelón, la lasagnas, los pelmeni, etc.), las bombas, las croquetas, etc. En algunos casos se prepara cruda, como puede ser los steak tartare. A veces la carne picada se mezcla con otros componentes de la carne como pueden ser los steak and kidney pie.
También forma parte de la famosa salsa boloñesa para pastas. Incluso, se puede añadir a las pizzas en algunos casos.
En Colombia se prepara un guiso con la misma denominado carne en polvo, el cual forma parte de la bandeja paisa de ese país. También se emplea en Venezuela como relleno de empanadas y pastelitos; así como para servirse con espaguetis o simplemente en sustitución de la carne mechada en el pabellón criollo en algunos casos.
Por su parte, en Chile al guiso de carne molida se le da el nombre de pino y con el mismo se rellenan las famosas empanadas, así como la preparación del pastel de choclo o de papas.
En Costa Rica, la carne molida es usada y consumida ampliamente. Se emplea en distintos picadillos como el de banano verde, vainicas, papayas verdes, etc. También, se comen tortas fritas de carne. Existe una variedad de pizzas al estilo costarricense que la incluyen como la suprema o brasileña. De hecho, el término supremo, indica que el platillo lleva carne molida, por ejemplo, papas supremas, nachos supremos, patatas supremas, patacones supremos, quesadilla suprema, etc. 
La carne molida es un ingrediente muy común de la comida rápida de la cadena Taco Bell.

## Conservación y manipulación
Lo más recomendable es que la carne molida sea consumida lo antes posible, debido a que tras el proceso de picado la carne posee una superficie mayor y es más fácilmente objeto de posibles cultivos bacterianos. Por otra parte, la mayor superficie afecta a la oxidación de la carne y disminuye sus cualidades de aroma y sabor. Las normas comunitarias de la Unión Europea mencionan que la carne molida congelada debe provenir de carne fresca deshuesada y mantenerse a una temperatura equivalente o inferior a -18 °C. De acuerdo a las normas, los tiempos máximos de almacenaje de carne molida congelada son de dieciocho meses si es res, doce meses para la ovina y seis meses para la de cerdo. Para la carne molida conservada al frío, se emplea un plazo máximo de seis días tras el sacrificio de los animales, con la excepción de los quince días que se establecen para la carne de res deshuesada y envasada al vacío.
Para aumentar la vida útil de la carne molida, se le pueden añadir productos alimenticios, condimentos o aditivos; en este caso, se consideran como preparados cárnicos.

## Condiciones de higiene
Si no se conserva adecuadamente, la carne es un terreno ideal para las bacterias. Su mala conservación o la mala elaboración puede acarrear enfermedades provocadas por bacterias tales como la Escherichia coli, la Salmonela y la listeria. Para evitar la propagación de las bacterias en estos preparados de carne, la industria manufacturera añade lactobacilos procedentes de productos tales como el yogur y el queso. Es buena costumbre que el molido de la carne sea una práctica a realizar con la mayor limpieza e higiene posible, sin llegar a alterar el carácter organoléptico del producto, ni ser capaz de producir contaminaciones bacterianas de gran peligro para la salud. 

### Unión Europea
En la Unión Europea existe una legislación especial para la manipulación e higiene de alimentos de origen animal con el objeto de controlar y evitar la propagación de la encefalopatía espongiforme (enfermedad de las vacas locas) de carnes como la de res. Para tal efecto existen diversas normativas que inciden en la trazabilidad y en la reglamentación de la información existente en los envases y etiquetado que contienen carne picada.

## Nota
1. ↑  Calco del inglés americano, ground meat.